# Robin Milner
Pour les articles homonymes, voir Milner.
Arthur John Robin Gorell Milner, né le 13 janvier 1934 à Yealmpton, près de Plymouth et mort le 20 mars 2010 à Cambridge,, est un informaticien britannique.

## Biographie
Fils d'un officier de l’infanterie, Milner obtient en 1947 une bourse pour le Collège d'Eton. De 1952 à 1954, il effectue son service militaire au canal de Suez, dans le corps des Royal Engineers, où il obtient le grade de sous-lieutenant, il étudie ensuite, grâce à une autre bourse, les mathématiques puis la philosophie au King’s College de l'université de Cambridge.
En 1957, il obtient son B. A. à l'université de Cambridge, et travaille ensuite à Londres, dans des emplois à temps partiel, puis un an comme enseignant en mathématiques à la St Marylebone Grammar School (en) et enfin, à partir de 1960 comme programmeur dans l'entreprise Ferranti, où il s'occupe de la bibliothèque de programmes de leur ordinateur Sirius (en).
En 1963, il est nommé chargé d'enseignement de mathématiques et informatique à la City University de Londres, où il s'intéresse à l'intelligence artificielle, notamment grâce aux travaux de Christopher Strachey. Il poursuit des activités de recherche à l'université de Swansea (1968-1971), à l'université Stanford (1971-1973) et, à partir de 1973, à l'université d'Édimbourg. Après un séjour comme professeur invité à l'université d'Aarhus de 1979 à 1980, il est nommé professeur titulaire à Édimbourg en 1984, et directeur, de 1986 à 1989 du Laboratory for Foundations of Computer Science (en) dont il est fondateur. Il y développe notamment l'enseignement de l'informatique théorique. En 1995, Milner retourne à l'université de Cambridge où il dirige de 1996 à  1999 le  Cambridge University Computer Laboratory (en), et dont il se retire progressivement. Il devient professeur émérite en 2001, et continue ses recherches tant à Cambridge qu'à Édimbourg. En 2006-2007, il occupe la Chaire internationale de recherche Blaise-Pascal de l'École normale supérieure de Paris.

## Travaux
Milner s'est toujours intéressé aux bases théoriques de problèmes pratiques, notamment dans les langages, la programmation, des preuves formelles et des modèles abstraits de calcul.
Il développe, à la suite de travaux de Dana S. Scott dans le groupe de recherche de John McCarthy à Stanford, le démonstrateur de théorèmes Logic for Computable Functions (en) ou LCF l'un des premiers outils de démonstration automatique de théorèmes.
Le langage de programmation ML (pour Meta-Language) que Milner développe pour la réalisation du démonstrateur LCF, est le premier langage de programmation avec inférence de types polymorphe et un système de gestion d'exceptions typé. Le langage a évolué en un langage de programmation pour le développement et l'enseignement, et Milner a dirigé, de 1983 à 1990, son développement vers Standard ML.
Dans un tout autre domaine, Milner développe une théorie pour l'analyse de systèmes concurrents, qui devient le Calculus of Communicating Systems (en), CCS. Il est la base de la norme ISO Language Of Temporal Ordering Specification ou LOTOS. Avec Joachim Parrow et David Walker il développe son  successeur, le pi-calcul, et pour cela également le concept de bisimulation.
Finalement, il a conçu un modèle mathématique basé sur la notion de bigraphe (en) pouvant être utilisé dans l'informatique ubiquitaire, modèle sur lequel il a collaboré aussi avec Tony Hoare.

## Honneurs et distinctions
Prix et nomination
- 1988 Fellow de la Royal Society
- 1988 Membre fondateur de l'Academia Europaea
- 1988 Distinguished Fellow de la British Computer Society
- 1991 Prix Turing de l'ACM[5].
- 1993 Fellow de la Royal Society of Edinburgh.
- 1994 Lauréat du prix Friedrich L. Bauer.
- 1994 Fellow de l'ACM.
- 2004 Médaille royale de la Royal Society of Edinburgh  pour avoir contribué « à grande échelle à des œuvres utiles au public ».
- 2005 Membre étranger de l'Académie des sciences (France)
- 2005 Prix EATCS
- 2008 Membre associé étranger de la National Academy of Engineering pour ses « contributions fondamentales à la science informatique, et notamment le développement de LCF, ML, CCS, et du pi-calcul »[6].

Doctorat honoris causa
Même s'il n'a jamais soutenu de thèse, il est docteur honoris causa de diverses universités : École polytechnique Chalmers (1988), université de Stirling (1996), université de Bologne (1997), City University (1998), université d'Aarhus (1999), université de l'Essex (2000), université d'Édimbourg (2003), université de Glasgow (2005) et université Paris-Sud (2007) ; il est fellow d'honneur de  l'université de Swansea (2004).
Prix Milner
La Royal Society attribue un prix pour des contributions exceptionnelles en informatique appelé Prix Milner. Récipiendaires sont Xavier Leroy (2016), Thomas Henzinger (2015), Bernhard Schölkopf (2014), Serge Abiteboul (2013) et Gordon Plotkin (2012).
Milner lui-même a fait un legs à l'université d'Édimbourg pour organiser une conférence, la Milner Lecture qui depuis 1966 honore chaque année un chercheur qui a contribué des avancées significatives en informatique théorique et pratique.

## Livres
- [1980] A Calculus of Communicating Systems, Springer, 1980, 171 p. (ISBN 3-540-10235-3)
- [1989] Communication and Concurrency, Prentice Hall, 1989, 260 p. (ISBN 0-13-115007-3)
- [1990] avec Mads Tofte et Robert Harper, The Definition of Standard ML, MIT Press, 1990
- [1997] (en) avec Mads Tofte, Robert Harper et David MacQueen, The Definition of Standard ML, Revised Edition, Cambridge, MIT Press, 1997, 114 p. (ISBN 0-262-63181-4)
- [1997] avec Mads Tofte, Commentary on Standard ML, MIT Press, 1997 (ISBN 0-262-63137-7)
- [1999] Communicating and Mobile Systems : the Pi-Calculus, Cambridge University Press, 1999, 161 p. (ISBN 0-521-65869-1, lire en ligne)
- [2009] The Space and Motion of Communicating Agents, Cambridge University Press, 2009, 214 p. (ISBN 978-0-521-73833-0)

## Conférences
Robin Milner a prononcé des conférences à l'occasion de remises de prix ou de doctorats honoris causa, dont certaines sont accessibles : 
- Conférence à Bologne, lors de la remise du Laurea Honoris Causa en informatique ; 9 juillet 1997
- « Is informatics a science? », conférence à l'École normale supérieure, 10 décembre 2007
- (en) Robin Milner, « Elements of interaction: Turing award lecture », Communications of the ACM, vol. 36, no 1,‎ 1993, p. 78–89 (DOI 10.1145/151233.151240, lire en ligne) - Conférence prononcée à l'occasion de la remise du prix Turing